# Бонниер, Исидор
Исидор Адольф Герман Бонниер (швед. Isidor Adolf Herman Bonnier, 15 ноября 1848, Стокгольм, Швеция — 14 августа 1925, Стокгольм, Швеция) — шведский журналист и издатель.

## Биография
Исидор Бонниер родился в семье Адольфа Бонниера и Софи Хирш.
В 1855—1862 годах Исидор учился в приходской школе, а в 1862—1867 годах в Стокгольмском лицее. После обучения Бонниер с 1873 по 1874 год был редактором Bazaren, с 1875 по 1877 год Nya Bazaren, с 1889 по 1894 год Ute och Hemma. Позже он стал редактором и ответственным издателем Svensk Bokhandelstidning 1876—1885 годах и 1888—1912 годах.
В 1887 году Бонниер женился на Алисе Розали Амиго, дочери торговца.
Исидор Бонниер был также основателем и председателем Ассоциации поддержки шведских книготорговцев в 1882—1925 годах, финансовым менеджером в Шведской ассоциации книгоиздателей 1887—1924 годах и управляющим в Еврейской общины в Стокгольме 1906—1920 годах.